# Mon incroyable fiancé
Ne doit pas être confondu avec Mon incroyable famille.
Mon incroyable fiancé est une émission de télé réalité française, diffusée sur TF1 et présentée par Delphine de Turckheim en 2005, Céline Catalaa en 2009, puis par Elsa Fayer en 2014.

## Présentation de l'émission

### Concept
Le programme est présenté comme une émission de télé réalité et de comédie qui consiste à réunir deux candidats pour former un couple improbable, en leur promettant une somme de 100 000 euros chacun s'ils parviennent à faire accepter à leurs familles respectives leur mariage.
Ce jeu est la version française de My Big Fat Obnoxious Fiance diffusé sur la chaine américaine Fox, qui a également été adapté dans d'autres pays : Mein großer, dicker, peinlicher Verlobter en Allemagne, Mijn Vieze, Vette, Vervelende Verloofde aux Pays-Bas, O Meu Odioso e Inacreditável Noivo au Portugal.

### Diffusion
- La première édition de Mon incroyable fiancé est programmée du 15 juillet au 26 août 2005, le vendredi en seconde partie de soirée pour huit épisodes, présentée par Delphine de Turckheim. Cette première saison a été tournée à Cannes.
- La seconde saison est également à l'antenne en deuxième partie de soirée aux alentours de 22 h 10.
Les deux premiers numéros ont été diffusés le mardi 28 juillet 2009. Par la suite, un seul épisode est à l'antenne chaque mardi sauf pour le final, diffusé le 25 août 2009, qui comporte les deux dernières émissions. Présentée par une nouvelle animatrice, Céline Catalaa, le programme comptabilise au total sept épisodes[1].
- La troisième saison a débuté le 17 octobre 2014[2]le vendredi toujours en seconde partie de soirée[3], présentée par Elsa Fayer. Cette saison a été tournée à Miami. Cette saison sera rediffusée sur NT1 à partir du 30 juillet 2015 le jeudi en seconde partie de soirée.

### Réception critique
L'émission a suscité de nombreuses réactions, souvent négatives. 
- La première saison est jugée « navrante » par le journal Libération[4]. Le journal France-Soir écrit qu’avec Mon Incroyable fiancé, TF1 «  repousse les limites de la vulgarité »[5]. Dans Le corps communicant (L'Harmattan, 2007), deux sociologues y décèlent une exploitation ambiguë de l'obésité. Le scénario imposé fait du surpoids de l'acteur un signe de monstruosité, un signe repoussant contre lesquels se définissent la candidate et le spectateur (l'empathie du dernier se focalise d'ailleurs sur Adeline, dont il doit épouser la souffrance, et non pas sur Laurent Ournac). Car l'astuce du scénario, soulignent les auteurs, vient du fait que l'obèse est joué par un comédien — ce qui institue une distance, et permet au spectateur de rire de celui-ci sans trop culpabiliser. Les deux auteurs insistent également sur l'idée véhiculée par l'émission, selon laquelle le comportement d'une personne reflèterait son apparence physique : le gros y est donc forcément sale, maladroit, un peu vulgaire, bien qu'attendrissant. Sous prétexte de dénoncer les clichés, l'émission ne ferait rien d'autre que de les renforcer. Les deux auteurs soulignent également le décalage « entre le discours assumé par la production, politiquement correct, et les images diffusées » (nettement plus stéréotypées)[6]. Le constat est partagé par Viviane Gacquière, présidente d’Allegro Fortissimo. Interrogée par le journal La Croix, elle déclare que le programme « n’a fait que renforcer les préjugés selon lesquels le « gros » est forcément une personne vulgaire, sale, immonde »[7].

- La deuxième saison, elle, s'est attiré les foudres de la presse gay. Le magazine Illico s'indigne de l'hypocrisie du concept, qui propose une « approche en apparence décomplexée de l'homosexualité », pour mieux faire passer « un voyeurisme rigolard qui n'en finit pas de faire des""  homos des  animaux de cirque "" à exhiber au grand public »[8]. Le magazine Têtu reconnaît toutefois que les premiers épisodes sont relativement bien scénarisés, mais que le message délivré est pour le moins ambigu[9],[10]. Le magazine Télé 2 Semaines remarque que de nombreuses séquences frôlent « la caricature et le mauvais goût »[11].

## Déroulement des éditions

### Édition 1 (2005)
La villa se situe à Cannes (Alpes-Maritimes).
La mariée, Adeline Toffoli, 24 ans, sait qu'il s'agit d'un jeu, mais ne sait pas que Laurent, son futur mari, est un comédien, tout comme sa famille. La famille d'Adeline ignore tout du jeu et apprend, avec frayeur, les fiançailles puis le mariage de leur fille, le tout en 15 jours. Ils auront la joie de rencontrer la famille Fortin, l'exacte opposée à leur propre famille plutôt réservée. 
La famille Fortin est celle composée des comédiens qui entourent Laurent. Leur slogan est « Si t'es fier d'être un Fortin, tape dans tes mains ».
Le prétexte employé pour que des caméras viennent filmer l'entourage des deux prétendus fiancés est qu'Adeline aurait participé à un jeu dans lequel elle devait éliminer des prétendants, Laurent en étant le gagnant.
- Laurent Ournac (Laurent Fortin) : personnage grossier, maladroit, extraverti ; il a pris 35 kg pour mieux représenter son personnage. Il adore avaler des tartines de brie au Nutella et pratique la danse du ventre en slip.

- Gérard Surugue (Gérard Fortin) : le père de Laurent.

- Taïra Borée (Brigitte Fortin) : la mère de Laurent. Grossière, extravertie et fière de l'être. Elle a peur que son fils (qui a bac+3) puisse bien s'entendre avec Adeline qui n'a pas le bac. Chaque année elle gagne, grâce à ses talents de chanteuse, le prix du concours de karaoké organisé par le camping nudiste de Montalivet où ils passent leurs vacances.

- Oriane Dupart (Oriane Fortin) : la petite sœur de Laurent. De style gothique elle se fait passer pour une psychopathe qui adore jouer avec les couteaux.

- Nicolas Reynaud (Nicolas) : l'ami d'enfance de Laurent avec qui il a fait les 400 coups. Il arbore avec fierté un sweat-shirt avec le groupe de hard rock P.U.T.

La famille d'Adeline Toffoli est composée de :
- Roland Toffoli : le père
- Marie Toffoli : la mère
- Sandrino Toffoli : le frère
- Laura Dussert : la nièce

Personnages secondaires :
- Virginie : la meilleure amie d'Adeline et témoin du mariage
- Béatrice Costantini (la sexologue)
- André Benoît (le prêtre)
- Michel Maillard (l'adjoint au maire)
- Philippe Bertrand (le narrateur de l'émission)

- L'après tournage :
Par la suite, Adeline, qui s'est renommée Angelina, a participé à d'autres émissions comme Le Grand Concours présenté par Carole Rousseau sur TF1.
Avant de devenir célèbre grâce à cette émission, Laurent Ournac faisait partie de la ligue d'improvisation des Yvelines. Après cette télé réalité, il poursuit sa carrière d'acteur notamment dans la série Camping Paradis sur TF1 depuis 2006, dans laquelle il incarne Tom Delormes, un des personnages principaux. Il a participé à la saison 4 de Danse avec les stars en 2013.
Taïra Borée poursuit également sa carrière d'actrice. Elle a tenu, entre autres, le rôle de sœur Marie-Myriam dans la série Sœur Thérèse.com entre 2003 et 2011.

### Édition 2 (2009)
Dans cette deuxième saison, Christopher, un barman de 23 ans, célibataire, doit convaincre ses parents qu'il souhaite se marier en Espagne (pays de l'Union européenne où le mariage homosexuel est légal) avec une personne du même sexe, alors que le mariage homosexuel en France n'est pas autorisé. Il l'est autorisé par la loi depuis le 17 mai 2013, soit quatre ans après ce tournage. Le jeune homme célibataire croira au départ qu'il participe à un jeu dans lequel il doit choisir la femme de sa vie potentielle parmi plusieurs femmes. Il aura, en fait, affaire à Émeric (le comédien Émeric Marchand) qui sera pour lui un véritable boulet et qui aura des sentiments pour Christopher. Il n'aura alors que quelques semaines pour convaincre ses parents que cet homme est celui qu'il a choisi pour vivre avec lui le grand amour. La production parlait de mariage alors que Christopher préférait parler de Pacs.
La famille Dumont est composée de comédiens :
- Émeric Marchand : Émeric
- Philippe Saïd, son père
- Jocelyne Isaac, sa mère
- Maud Yeddou, sa sœur
- Jean-Christophe Lucchesi, son frère
- Émilie Wawerla : Émilie, l'ancienne petite amie d'Émeric
- Yohann Métay : Yoan, l'ami d'enfance d'Émeric

La famille de Christopher (Christopher Tascon) est composée de :
- Jean-Michel, son père
- Bernadette, sa mère

Autres participants :
- Cyril et Aymeric, les amis de Christopher

- Benjamin Bove et Xavier Anthony, fils du célèbre chanteur Richard Anthony, qui ont été respectivement « expert » mode et « expert » gastronomie dans l'émission Queer, cinq experts dans le vent sur TF1 en 2004, sont dans cette émission les coaches de Christopher et d'Émeric.

- De nombreux figurants ont également participé à la grande soirée organisée à la villa.

- L'après tournage : 
Après cette émission, Christopher Tascon est entré, en 2010, dans la société de production Tout sur l'écran de Catherine Barma, dans laquelle il gère la logistique des émissions On n'est pas couché, On n'demande qu'à en rire de Laurent Ruquier, Panique dans l'oreillette de Frédéric Lopez sur France 2. En 2013, il intègre durant une saison H2O Productions, la société de production de Cyril Hanouna, occupant le poste de régisseur général de l'émission Touche pas à mon poste ! sur D8. Il se lance ensuite dans l'immobilier à Saint-Nazaire.

### Édition 3 (2014)
Dans cette édition, la villa est située à Miami.
Cette saison est basée sur une situation similaire à celle de la première, la « victime » étant une fille. Ici, la fille en question est Clara Springuel, étudiante en ressources humaines lilloise âgée de 26 ans, croyant participer à une émission intitulée Love Machine censée déterminer quel garçon lui correspond le mieux en fonction de leurs réponses respectives à un questionnaire, tandis que le garçon, prétendument nommé Patrick Pivert, est interprété par le comédien français Eric Lampaert. La prétendue famille de ce dernier est également constituée de comédiens.
La famille Pivert est composée des comédiens :
- Éric Lampaert : Patrick Pivert
- Patrick Le Luherne alias « Doud » (Monsieur Pivert) : Père
- Valérie Moureaux (Madame Pivert) : Mère
- Pamela Quéméner (Rosalia) : la voyante
- Théo Barbé (Henri Pivert) : le frère de Patrick
- Cécile Huré (Diana Pivert) : la sœur de Patrick
- Jeanne Chartier (Cindy) : l'ex-petite amie de Patrick

Personnages secondaires :
- Philippe Chauvin : Professeur Delatour
- Tangi Colombel : Le professeur de Yoga
- Loïc Ercolossi : le photographe
- Yanirma David : la maquilleuse
- Predrag Filipovic-Rakic : le majordome
- Coralie : la meilleure amie de Clara
- Benoît de Labie (comédien belge), alias « Boom Boom » : le meilleur ami de Patrick
- Marcelle Pegland : Patricia (la conseillère conjugale)
- Virginie : l'organisatrice de mariage
- Jean Gérald Augustave : le maître de cérémonie du mariage

## Audimat

### Saison 1
Pour la première saison, l'émission a réalisé un record d'audience absolu pour une deuxième partie de soirée : 8 916 480 téléspectateurs (51,2 % de pdm) ont suivi le mariage d'Adeline et de Laurent lors du dernier épisode. Les parts de marché sont de 70,4 % sur les 15-24 ans, 71,4 % sur les 15-34 ans et 65,1 % sur les femmes de moins de cinquante ans. À noter enfin que l'émission a connu un pic d'audience à 22 h 54 où 10 292 480 téléspectateurs étaient alors « branchés » sur TF1.

### Saison 2
| Épisode | Jour et horaire de diffusion      | Téléspectateurs | Parts de marché sur les 4 ans et plus | Référence |
| ------- | --------------------------------- | --------------- | ------------------------------------- | --------- |
| 1       | Mardi 28 juillet 2009 22:10-23:10 | 3 069 000       | 21,9 %                                | [ 15 ]    |
| 2       | Mardi 28 juillet 2009 23:10-00:10 | 2 560 000       | 28,3 %                                | [ 15 ]    |
| 3       | Mardi 4 août 2009 22:10-23:10     | 2 900 000       | 21 %                                  |           |
| 4       | Mardi 11 août 2009 22:10-23:10    | 3 000 000       | 21,9 %                                | [ 16 ]    |
| 5       | Mardi 18 août 2009 22:10-23:10    | 3 392 000       | 23 %                                  | [ 17 ]    |
| 6       | Mardi 25 août 2009 22:10-23:10    | 3 830 000       | 26,5 %                                | [ 18 ]    |
| 7       | Mardi 25 août 2009 23:10-00:10    | 2 730 000       | 29,6 %                                | [ 18 ]    |

### Saison 3
Le programme attire de plus en plus de téléspectateurs malgré sa diffusion tardive (22 h 45). Le programme remonte discrètement et devient un succès d'audience sur TF1.
| Épisodes | Jour et horaire de diffusion            | Téléspectateurs | Parts de marché sur les 4 ans et plus | Référence |
| -------- | --------------------------------------- | --------------- | ------------------------------------- | --------- |
| 1-2      | Vendredi 17 octobre 2014 (23:25-01:10)  | 1 800 000       | 22,6 %                                | [ 19 ]    |
| 3-4      | Vendredi 24 octobre 2014 (22:40-00:35)  | 2 562 000       | 19,3 %                                |           |
| 5-6      | Vendredi 31 octobre 2014 (22:40-00:35)  | 2 618 000       | 20,3 %                                |           |
| 7-8      | Vendredi 7 novembre 2014 (23:15-01:00)  | 2 812 000       | 25 %                                  |           |
| 9-10-11  | Vendredi 14 novembre 2014 (23:25-01:00) | 1 830 000       | 12,6 %                                |           |
| 12       | Vendredi 21 novembre 2014 (23:35-00:35) | 2 600 000       | 28,2 %                                |           |